# Buddah Records
Buddah Records (posteriormente conocido como Buddha Records) fue un sello discográfico fundado en 1967 en Nueva York. El sello fue impulsado por los directivos de Kama Sutra Records para hacerse cargo de la distribución de su catálogo, actividad que hasta la fecha venía realizando MGM Records. Buddah tuvo en sus catálogo diversos géneros musicales: bubblegum pop (como Ohio Express y 1910 Fruitgum Company), folk-rock (como Melanie Safka), experimental (Captain Beefheart) y Gladys Knight and the Pips. Además distribuyó otras marcas independientes como Curtom Records (Curtis Mayfield), T-Neck Records (Isley Brothers), Charisma Records (Genesis, Monty Python), Sussex Records (Bill Withers), Hot Wax Records (Holland-Dozier-Holland ex-productores Motown) y otras menores.

## Historia
El catálogo de Kama Sutra Records fue distribuida por MGM Records entre 1965 y 1966, con relativo éxito de sus artistas The Lovin' Spoonful. El director de la compañía discográfica, Art Kass estaba insatisfecho con la distribución de MGM, fundó Buddah Records en 1967, junto a los ejecutivos de Kama Sutra, Artie Ripp, Hy Mizrahi, Phil Steinberg, y Sonny Franzese. 
Kass fichó a Neil Bogart para supervisar las operaciones diarias de Buddah. Bogart había sido gerente general de MGM a principios de la década de 1960 antes de ocupar un puesto directivo en Cameo-Parkway Records. Bogart reclutó a su vez a los productores de Cameo-Parkway, Jerry Kasenetz y Jeffry Katz, así como a los artistas Ohio Express y Five Stairsteps. El primer sencillo publicado por Buddah fue "Yes, We Have No Bananas" / "The Audition" de Mulberry Fruit Band. El primer álbum del sello fue Safe as Milk de Captain Beefheart & His Magic Band. Kass y Bogart también trajeron consigo el departamento de promoción de Cameo-Parkway, que estaba cerrando.
Buddah Records empezó publicando música de estilo "bubblegum pop" en los años 1968 y 1969, con los artistas como Kasenetz y Katz Ohio Express, 1910 Fruitgum Company y Kasenetz-Katz Singing Orchestral Circus.  Sin embargo sería The Lemon Pipers quienes darían su primer primer con "Green Tambourine," producido por Paul Leka, en febrero de 1968.  
La popularidad del bubblegum decayó en la siguiente década dando lugar a una mayor producción de música gospel, folk-country y R&B. Algunos éxitos de Buddah y afiliadas durante 1969-73 incluyen Johnny Maestro & The Brooklyn Bridge' con "The Worst That Could Happen" (1969), The Isley Brothers con "It's Your Thing" (1969), The Edwin Hawkins Singers con "Oh Happy Day" (1969), Melanie Safka con "Lay Down (Candles in the Rain)" y "Look What They've Done to My Song, Ma" (1970), The Five Stairsteps con "O-o-h Child" (1970), The Jaggerz con "The Rapper" (escrita y presentada por Donnie Iris) (1970), Lou Christie con "I'm Gonna Make You Mine" (1970), 100 Proof (Aged in Soul) con "Somebody's Been Sleeping in My Bed" (1970), Brewer & Shipley con "One Toke Over the Line" (1970), Ocean con "Put Your Hand in the Hand" (1971), Honey Cone con "Want Ads" (1971), Bill Withers con "Ain't No Sunshine" (1971), "Lean on Me" (1972) y "Use Me" (1972), Gallery con "Nice to Be With You" (1972), Curtis Mayfield con "Super Fly" y "Freddie's Dead" (1972), Gunhill Road con "Back When My Hair Was Short" (1973), Charlie Daniels con "Uneasy Rider" (1973) o Stories con "Brother Louie" (1973).
Entre 1978 y 1983 Arista Records se hizo cargo de la distribución de Buddah y Art Kass vendería la empresa a Essex Entertainment, quien administró el catálogo hasta 1993, cuando sería vendido a BMG. Kass fundaría Casino Records, junto con Marty Thau y Terrell Braly, aunque sin éxito.
Buddah, ahora Buddha Records (como se escribe realmente en inglés), fue reactivada por BMG en septiembre de 1998 como reedición y reorganizada en BMG Heritage Records el 1 de enero de 2002.  El catálogo de Buddah/Buddha es propiedad de Sony Music Entertainment y administrada por Legacy Recordings.

## Subsidiarias de Buddah
Algunas de ellas on:
- Kama Sutra Records, desde 1969 (cuando cesó la distribución por MGM Records) hasta 1976.
- Curtom Records, fundada y propiedad de Curtis O. Mayfield, desde1968 hasta 1974.
- Sussex Records, desde 1971 hasta 1973.
- T-Neck Records, propiedad Isley Brothers, desde 1969 hasta 1973.
- Charisma Records, fundada en Reino Unido por Tony Stratton-Smith, distribuida desde 1971 hasta 1973. Buddah debería adoptar las fuentes de letras de Charisma en la etiqueta de "El Sombrerero" para uniformizar formatos ( Buddah, Kama Sutra y Charisma) en 1973, aunque la distribución Charisma por parte de Buddah terminaría el siguiente año.
- Hot Wax Records, propiedad de los compositores de Motown Holland-Dozier-Holland, desde 1969 hasta 1973.
- Cobblestone Records, de intérpretes y músicos de jazz.
- Pavilion Records, de corta existencia, de música gospel siendo su éxito más conocido "Oh Happy Day" por The Edwin Hawkins Singers en 1969.
- Studio One Records, originaria de Jamaica y fundada por Coxsone Dodd. Buddah tuvo varias selecciones en 1978.

Otras subsidiarias y asociadas incluyeron Radio Active Gold (reediciones), Team, Super K, Royal American, Symbolic, Eleuthera, Ember, Pace, Desert Moon, Pi Kappa, Skye, Southwind, Thomas, Harbour, National General, y Brut.

## Diseño de la etiqueta
- 1967—BUDDAH RECORDS en letras negras en la parte inferior.  Los sencillos fueron diseñados con etiqueta verde y álbumes con etiqueta roja.
- 1968-1972—Etiqueta de un caleidoscopio multicolor con la silueta de Shiva (no Buda) en la parte inferior entre las palabras BUDDAH y RECORDS (mismo formato en sencillos y álbumes).
- 1972-1978—Etiqueta marrón con círculo exterior rosado, BUDDAH RECORDS en letras blancas en la parte superior (diseño hecho a imitación de Charisma Records en su etiqueta donde aparece el personaje de "El Sombrerero"). Los sencillos presentaban la cabeza de una estatua de "Buda sonriente" (Hotei) en la parte superior y los álbumes la estataua entera en el inferior. Cuando Arista empezó adistribuirlos en 1978, el logotipo de Arista fue agregado en la parte inferior.
- 1978-1983—Etiqueta negra con un logo de una "B" multicolor dentro una caja en la parte superior, BUDDAH en letras blancas bajo la "B", logotipo de Arista en la parte inferior (tanto en sencillos como en álbumes).

## Artistas de Buddah Records y empresas asociadas
Cuando los artistas pertenezcan a alguna disquera asociada es señalada entre paréntesis:
| - Addrisi Brothers - Paul Anka - Baby Huey (Curtom) - Len Barry - Black Ivory - Brewer & Shipley (Kama Sutra) - Brooklyn Bridge - Bulldog - George Burns - Freddy Cannon - Captain Beefheart - Captain Groovy and his Bubblegum Army - Carnaby Street Runners - Chic - Lou Christie - Dennis Coffey & The Detroit Guitar Band (Sussex) - Norman Connors - Dave "Baby" Cortez (T-Neck) - James Cotton - Coven - Papa John Creach - Charlie Daniels Band (Kama Sutra) - James Darren - Dust (Kama Sutra) - Exuma - The Five Stairsteps (Curtom, Buddah) - Free Beer - David Frye - Gallery (Sussex) - Genesis (Charisma, Buddah) - Barry Goldberg - Steve Goodman - The Good Ship Lollipop (Ember) - Gorgoni, Martin & Taylor - Gunhill Road (Kama Sutra) | - Bill Haley & His Comets - Edwin Hawkins Singers (Pavilion, Buddah) - Michael Henderson - Honey Cone (Hot Wax) - Lena Horne - Phyllis Hyman - The Impressions (Curtom) - Isis (de horn-rock) - Isley Brothers (T-Neck) - Kasenetz-Katz Singing Orchestral Circus (conocida como K-K Super Circus) - J.C.W. Ratfinks - The Jaggerz (Kama Sutra) - Jennifer's Friends - Waylon Jennings - Jimmy Jackson - Gladys Knight & The Pips - Robert Klein (Brut) - The Lemon Pipers - Lovin' Spoonful (Kama Sutra) - Trade Martin - Barbara Mason - Curtis Mayfield (Curtom) - Van McCoy - Gary McFarland - Rod McKuen - Melanie - The Modulations - Monty Python (Charisma, Buddah) - Melba Moore - Dorothy Morrison - Motherlode - The Mulberry Fruit Band - The Music Explosion | - The Teri Nelson Group - The New Birth - The Camel Drivers (Buddha) - The Nice (Charisma) - Penny Nichols - 1910 Fruitgum Company - Ocean (Kama Sutra) - Ohio Express - 100 Proof (Aged in Soul) (Hot Wax) - Protozoa (Kama Sutra) - Rock & Roll Dubble Bubble Trading Card Co. of Philadelphia, 19141 - Rory Gallagher - Sha Na Na (Kama Sutra, Buddah) - Shadows Of Knight (Team) - Rodríguez (Sussex) - The Smoke Ring - Stories (Kama Sutra) - Johnny Tillotson - Cal Tjader - The Tokens - The Trammps - Andrea True Connection - Up With People (Pace-Buddah) - Van der Graaf Generator (Charisma) - Les Variations - Vik Venus - Ben Vereen - Wadsworth Mansion (Sussex) - Jimmie Walker - Jim Weatherly - Michael Wendroff - Jack Wild - Johnny Winter - Bill Withers (Sussex) - Zalman Yanovsky (Buddah, Kama Sutra) |

## Compilaciones exitosas en el Billboard
- Bubble Gum Music Is The Naked Truth (#105) -- Buddah BDS-5032—3/69

Eéxitos de 1910 Fruitgum Company, Ohio Express, The Lemon Pipers, Kasenetz-Katz Singing Orchestral Circus, y Shadows Of Knight
- Buddah's 360 Degree Dial-A-Hit—Buddah BDS-5039—1969

Pistas de artistas de Buddah, Kama Sutra and Curtom
- The Amazing Mets (#197) -- Buddah 1969—11/69

Canciones de 1969 World Series Champions New York Mets (tomar nota del número de edición)
- Dick Clark / 20 Years Of Rock & Roll (#27) -- Buddah BDS-5133—7/73

Álbum de 2-LP desde 1953 a 1972.  Copias originales (con cubierta) que incluyen librito y una tarjeta de 7" con "Inside Stories with Dick Clark" (los extras no vienen en reediciones)
- The Buddah Box—Essex Entertainment 7060—1993

Juego de 3-CD de 45 pistas de varios artistas de Buddah (1965–1984).  Incluye librito de 27 páginas con historias y fotos